# Hessle and Hill Top
Hessle and Hill Top – civil parish w Anglii, w West Yorkshire, w dystrykcie metropolitalnym Wakefield. W 2011 civil parish liczyła 138 mieszkańców.